# Myrcia bicolor
Myrcia bicolor är en myrtenväxtart som beskrevs av Hjalmar Frederik Christian Kiaerskov. Myrcia bicolor ingår i släktet Myrcia och familjen myrtenväxter. Inga underarter finns listade i Catalogue of Life.